# Воля (видавництво)
«Воля» — видавництво в Тернополі.

## Історія
Діє від 1996 як товариство з обмеженою відповідальністю. Директор — Володимир Залецький.

## Видання
Усього видано книг, газет та іншої літератури понад 1000 назв.
Видавництво «Воля» є співзасновником (1997) серій «Перші ластівки» й авторських збірок молодих авторів Тернопільської області.
Серед видань у «Волі» — монографії, краєзнавча і навчальна література, художні книги.
Окремі видання
- Клименко О., Хаварівський Б. «Міська геральдика Тернопільщини» (2003);
- Збручанське літо: антологія поезії Підволочищини (2012);
- Луців М. Крізь призму століть: Помірці — Ріпинці (2008);